# Étaules (Charente Marítimo)
Étaules es una comuna francesa situada en el departamento de Charente Marítimo, en la región de Nueva Aquitania.

## Demografía
| 1290 | 1295 | 1262 | 1316 | 1413 | 1587 | 2618 |
| Para los censos de 1962 a 1999 la población legal corresponde a la población sin duplicidades (Fuente: INSEE [Consultar]) |      |      |      |      |      |      |